# The Canyons (film)
The Canyons − amerykański film fabularny (thriller) z 2013 roku, wyreżyserowany przez Paula Schradera oraz oparty na scenariuszu autorstwa pisarza Breta Eastona Ellisa. W filmie w rolach głównych wystąpili Lindsay Lohan oraz aktor filmów pornograficznych James Deen. 29 lipca 2013 roku odbyła się nowojorska premiera obrazu, lecz komercyjna dystrybucja The Canyons nastąpiła 2 sierpnia 2013. Film prezentowano podczas międzynarodowych festiwali w Wenecji i Rio de Janeiro.

## Opis fabuły
Hollywoodzki filmowiec Christian dowiaduje się o romansie swojej dziewczyny Tary z jednym z początkujących aktorów. Mężczyzna wciąga niewierną ukochaną i jej partnera w świat manipulacji, przygodnego seksu i zbrodni.

## Obsada
- Lindsay Lohan − Tara
- James Deen − Christian
- Nolan Funk − Ryan
- Amanda Brooks − Gina
- Tenille Houston − Cynthia
- Nolan Gerard Funk − Ryan
- Gus Van Sant − dr. Campbell

## Nagrody i wyróżnienia
- 2013, Melbourne Underground Film Festival:
  - nagroda za najlepszy scenariusz (uhonorowany: Bret Easton Ellis)
  - nagroda dla najlepszej aktorki (Lindsay Lohan)
  - nagroda dla najlepszego reżysera zagranicznego (Paul Schrader)
  - nagroda za najlepszy zagraniczny film